# Cignature
Cignature  (cách điệu thành cignature, tiếng Hàn: 시그니처) là một nhóm nhạc nữ Hàn Quốc gồm 7 thành viên, dưới trường J9 Entertainment, công ty con của C9 Entertainment. Nhóm đã debut vào ngày 4 tháng 2 năm 2020 với đĩa đơn đầu tay "Nun nu nan na"

## Lịch sử

### Trước khi ra mắt
Chaesol, Jee Won, Ye Ah, Sunn, and Belle là các thành viên cũ của nhóm nhạc Good day, dưới trường C9 entertainment
Thành viên đầu tiên được lộ diện qua mạng xã hội vào 10 tháng 11 năm 2019 là Jeewon. Vào ngày 11 tháng 11, thành viên Semi được lộ diện thứ hai. 12 tháng 11, Chaesol được lộ diện thứ ba. 13 tháng 11, Sunn được lộ diện thứ tư. 14 tháng 11, Belle được lộ diện thứ năm. 15 tháng 11, Ye Ah được lộ diện thứ sáu. 16 tháng 11, Seline được lộ diện cuối cùng

### 2020: Debut vớiNun nu nan na,Assa; comeback vớiListen and speak
Vào ngày 14 tháng 1, C9 Entertainment đã tiết lộ tên nhóm chính thức và logo của nhóm là cignature. Sau ngày hôm đó, C9 tiết lộ một công ty con tên là J9 Entertainment sẽ chuyên tập trung vào nhóm nhạc nữ. Và hôm đó, cignature đã được chuyển sang đó.
Vào ngày 22 tháng 1, lịch trình debut chính thức cho single đầu tay phần A "Nun Nu Nan Na" đã được công bố. Bộ ảnh quảng bá của nhóm được tung ra từ ngày 27 đến 28/1, Teaser của MV được tung ra vào ngày 30/1 và video tập vũ đạo vào ngày 31. Vào ngày 3 tháng 2, video âm nhạc chính thức của đĩa đơn kỹ thuật số đầu tiên của họ đã được phát hành. Cuối cùng, đĩa đơn được phát hành vào ngày 4 tháng 2, lúc 6 giờ chiều (giờ Hàn Quốc) trên nhiều trang web âm nhạc khác nhau và buổi giới thiệu đầu tay của họ, "Cignature Move", được tổ chức cùng ngày.
Vào ngày 26 tháng 3, nhóm thông báo rằng họ sẽ phát hành đĩa đơn đầu tay phần B vào ngày 7 tháng 4. Ngày hôm sau, người lên lịch trình là công ty đã phát hành đĩa đơn đầu tay đó và tiết lộ tiêu đề của đĩa đơn là "Assa".
Vào ngày 8 tháng 9, nhóm đã tiết lộ đoạn giới thiệu teaser cho EP đầu tiên Listen and Speak. Sau đó là ảnh của các thành viên, và nó đã được phát hành vào ngày 22 tháng 9.

### 2021: Sunn và Ye Ah rời nhóm
Vào ngày 27 tháng 4 năm 2021, công ty chủ quản của nhóm đã thông báo rằng Sunn và Ye Ah đã chấm dứt hợp đồng với công ty và rời cignature.

## Thành viên
| Thành viên hiện tại | Thành viên hiện tại | Thành viên hiện tại    | Thành viên hiện tại | Thành viên hiện tại | Thành viên hiện tại  | Thành viên hiện tại                 |
| Nghệ danh           | Nghệ danh           | Tên thật               | Tên thật            | Ngày sinh           | Quốc tịch            | Vai trò                             |
| Latinh              | Hangul              | Latinh                 | Hangul              | Ngày sinh           | Quốc tịch            | Vai trò                             |
| ------------------- | ------------------- | ---------------------- | ------------------- | ------------------- | -------------------- | ----------------------------------- |
| Chaesol             | 채솔                | Moon Chae Sol          | 문채솔              | 14 tháng 7, 1998    | Hàn Quốc             | Vocalist, Visual                    |
| Jeewon              | 지원                | Kim Ji Won             | 김지원              | 1 tháng 4, 1999     | Hàn Quốc             | Vocalist, Center, Face of the Group |
| Seline              | 셀린                | Jung Yeon Jeong        | 정연정              | 20 tháng 6, 2000    | Hàn Quốc             | Lead Rapper, Vocalist               |
| Chloe               | 클로이              | Yoon Ji Won Jenny Yoon | 윤지원 윤제니       | 6 tháng 1, 2001     | Hàn Quốc             | Vocalist                            |
| Belle               | 벨                  | Jin Hyeon Ju           | 진현주              | 3 tháng 11, 2001    | Hàn Quốc Philippines | Lead Vocalist                       |
| Semi                | 세미                | Goo Se Mi              | 구세미              | 10 tháng 4, 2002    | Hàn Quốc             | Lead Dancer, Vocalist               |
| Dohee               | 현재                | Kim Yoo-jin            | 김현재              | 1 tháng 8, 2002     | Hàn Quốc             | Main Rapper, Maknae                 |

## Danh sách đĩa nhạc

### Đĩa đơn kỹ thuật số
- "Nun Nu Nan Na" (2020)
- "Assa" (2020)

### EP
- "Listen and Speak" (2020)

## Giải thưởng và đề cử
| Năm  | Tên giải thưởng                 | Hạng mục                     | Đề cử cho | Kết quả | Chú thích |
| ---- | ------------------------------- | ---------------------------- | --------- | ------- | --------- |
| 2020 | Giải thưởng Âm nhạc Châu Á Mnet | Nghệ sĩ nữ tân binh tốt nhất | Cignature | Đề cử   | [ 15 ]    |
| 2020 | Giải thưởng Âm nhạc Châu Á Mnet | Nghệ sĩ của năm              | Cignature | Đề cử   | [ 15 ]    |
| 2020 | Giải thưởng Âm nhạc Châu Á Mnet | Thương hiệu toàn cầu của năm | Cignature | Đề cử   | [ 15 ]    |